# Alburnoides oblongus
Alburnoides oblongus är en fiskart som beskrevs av Bulgakov 1923. Alburnoides oblongus ingår i släktet Alburnoides och familjen karpfiskar. Inga underarter finns listade i Catalogue of Life.